# Telephila
Telephila is een geslacht van vlinders van de familie tastermotten (Gelechiidae).

## Soorten
- T. indicata Meyrick, 1931
- T. issikii Okoda, 1961
- T. plasticus (Meyrick, 1904)
- T. schmidtiellus (Heyden, 1848)